# Särkijärvi (sjö i Finland, Lappland, lat 67,63, long 25,60)
Särkijärvi är en sjö i Finland. Den ligger i kommunen Kittilä i landskapet Lappland, i den norra delen av landet, 800 km norr om huvudstaden Helsingfors. Särkijärvi ligger 203,3 meter över havet. Arean är 19 hektar och strandlinjen är 2,09 kilometer lång. Sjön  ingår i Kemi älvs huvudavrinningsområde. 